# Anke Wegner
Anke Wegner (* 13. April 1955 als Anke Ohde in Malchin) ist eine ehemalige deutsche Kanutin. Bei zwei Weltmeisterschaften in den 1970er-Jahren holte sie insgesamt 5 Gold-Medaillen.

## Leben
Anke Wegners erste überregionale Erfolge stammen aus dem Jahr 1972. In diesem wurde sie Spartakiade-Siegerin.
Bereits ein Jahr später, 1973, errang sie den Titel der Junioren-Europameisterin. 1974 wurde sie bei den Weltmeisterschaften in Mexiko-Stadt Weltmeisterin im Kajak-Einer, -Zweier und -Vierer. Auch ein Jahr später bei den Wettkämpfen in Belgrad war sie erfolgreich und holte im Kajak-Einer und -Vierer Gold.
Trotz dieser Erfolge verpasste sie die Olympischen Sommerspiele im Jahr 1976: In einer internen Vorausscheidung im Kajak-Einer unterlag sie der späteren Olympiasiegerin Carola Zirzow; im Kajak-Zweier wurden die Weltmeisterinnen Zirzow und Bärbel Köster nominiert. Der Kajak-Vierer der Frauen war zu dieser Zeit noch nicht im olympischen Programm.
Wegner, die während ihrer Karriere unter ihrem Mädchennamen Ohde antrat, beendete nach diesen Spielen ihre sportliche Karriere. Ihr wurde im Jahr 1975 die Ehrenbürgerschaft der Stadt Neubrandenburg verliehen.